# Karl Horatz
Karl Horatz (* 14. Januar 1913 in Köln; † 16. Mai 1996 in Hamburg) war ein deutscher Chirurg und Anästhesist, Intensivmediziner und Hochschullehrer. Er war Pionier der deutschen Anästhesiologie.

## Leben
Horatz trat 1933 dem Stahlhelm bei. Zum Wintersemester 1933/34 begann er das Medizinstudium an der Albertus-Universität Königsberg und später der Ludwig-Maximilians-Universität München und der Universität zu Köln. Im Jahr 1934 wurde er Mitglied des Nationalsozialistischen Deutschen Studentenbundes (NSDStB), des Corps Bavaria München und der Sturmabteilung (SA). Bei der Hitlerjugend (ab 1936) erreichte er den Rang eines Rottenführers. Die Angaben zu einer möglichen NSDAP-Mitgliedschaftsgebühr sind widersprüchlich. Das Staatsexamen machte er 1938 an der Universität zu Köln die ihn 1939 auch zum Dr. med. promovierte. Die weitere ärztliche Ausbildung begann er 1939 in der Chirurgie bei Klaus Berndt und in der Inneren Medizin bei Heinrich Otto Kalk in Berlin. Im Zweiten Weltkrieg war er von 1939 bis 1944 Truppenarzt bei der Luftwaffe (Wehrmacht). 1944/1945 setzte er seine chirurgische Ausbildung an der Universitätsklinik Göttingen fort. In der Nachkriegszeit vervollständigte er ab April 1945 seine Ausbildung zum Chirurgen bei Georg Ernst Konjetzny und Albert Lezius sowie Ludwig Zukscherdt an der Chirurgischen Universitätsklinik im Universitätsklinikum Hamburg-Eppendorf. Seine Facharztanerkennung für Chirurgie erhielt er 1948. Seit 1947 galt sein besonderes Interesse der Anästhesiologie. Er betrieb experimentelle und klinische Forschung zur Hypothermie und Narkose für die erst entstehende Herzchirurgie. Die Zusammenarbeit mit Zukschwerdt brachte große Fortschritte und entwickelte sich zur persönlichen Freundschaft. Horatz erhielt zudem von der Hamburger Schulbehörde einen Lehrauftrag für Anästhesie. Seit 1957 habilitiert (mit der Schrift Die potenzierte Narkose unter besonderer Berücksichtigung am blutleeren Herzen), wurde Horatz, nun Oberarzt der Chirurgischen Klinik und die Geschäftsführung deren Anästhesieabteilung wahrnehmend, 1960 zum Leiter der Abteilung für Anästhesiologie der Chirurgischen Universitätsklinik und -poliklinik Hamburg ernannt. 1963 folgte die Ernennung zum außerordentlichen Professor. Zum 1. Januar 1966 wurde er von der Universität Hamburg auf den ersten deutschen Lehrstuhl für Anästhesiologie (an der Chirurgischen Klinik des Universitäts-Krankenhauses Eppendorf in Hamburg) berufen. Im Jahr 1981 wurde er Professor emeritus und im Oktober 1982 wurde er von seinen Aufgaben als Abteilungsleiter entpflichtet.
Horatz gehörte am 10. April 1953 im Deutschen Museum zu den Gründern der Deutschen Gesellschaft für Anästhesie. Später initiierte er ihre Umbenennung in Deutsche Gesellschaft für Anästhesie und Wiederbelebung. Er betrieb die Herauslösung des Berufsverbandes Deutscher Anästhesisten aus der Fachgesellschaft im September 1961. Zu seinen Schülern gehören Manfred Doehn und Peter Lawin. Lawin wurde im Allgemeinen Krankenhaus Altona und im Universitätsklinikum Münster zum Pionier und „Papst“ der Intensivmedizin.

## Ehrungen
- Präsident der Deutschen Gesellschaft für Anästhesie (1965/66)
- Ehrennadel der Deutschen Gesellschaft für Anästhesie in Gold
- Promotionspreis des UKE für Anästhesiologie und Notfallmedizin
- Ehrenmitglied beim Berufsverband Deutscher Anästhesisten (BDA) (ab 1982)
- Ernst v.d.-Porten-Medaille (1986)
- BDA-Anästhesienadel in Gold (1989)
- DGAI-Ehrennadel in Gold (1992)